# Leanne Wood

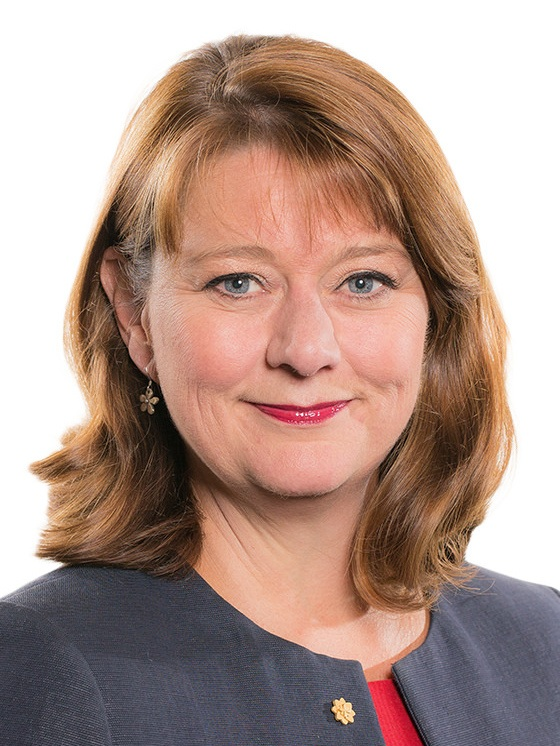
Leanne Wood (2016)

Leanne Wood MS (* 13. Dezember 1971 im Rhondda-Tal) ist eine walisische Politikerin. Von 2003 bis 2021 war sie Abgeordnete im walisischen Parlament. Vom 15. März 2012 bis zum 28. September 2018 war sie Vorsitzende ihrer Partei Plaid Cymru.

## Kindheit und Privates
Wood wurde im Rhondda-Tal geboren und lebt noch heute im nahe gelegenen Dorf Penygraig. Sie besuchte die Tonypandy Comprehensive School (jetzt Tonypandy Community College) und später die Universität Glamorgan. Ihre Muttersprache ist Englisch, sie lernt Walisisch.
Im Jahr 2002 beging ihr damaliger Lebensgefährte Suizid. Sie hat eine Tochter.

## Beruf
Von 1997 bis 2000 arbeitete Wood als Bewährungshelferin. Von 1998 bis 2000 war sie Co-Vorsitzende des Berufsverbandes der britischen Bewährungshelfer. 2001/2001 arbeitete sie für Cwm Cynon Woman’s Aid, seit 2001 ist die dort Vorsitzende. Von 2000 bis zu ihrer Wahl in die Nationalversammlung im Jahre 2003 lehrte sie auch Sozialpolitik an der Cardiff University.

## Politische Karriere
Wood bezeichnet sich als Sozialistin und Republikanerin, sie befürwortet die Staatliche Unabhängigkeit für Wales. Sie trat Plaid im Jahr 1991 im Alter von 20 Jahren bei. Von 1995 bis 1999 war sie Ratsmitglied in Rhondda Cynon Taf. 2000–01 war sie Referentin für Jill Evans MdEP. Bei den Unterhauswahlen 1997 und 2001 war sie jeweils erfolglose Kandidatin im Wahlkreis Rhondda. 2003/04 war sie Koordinatorin der Stop the War Coalition in Cardiff.

### Nationalversammlung
Bei der Wahl zur Nationalversammlung für Wales 2003 kandidierte Wood auf Platz eins der Plaid-Liste für die Region South Wales Central und wurde sogleich zur Schattenministerin für soziale Gerechtigkeit ernannt.
Im Dezember 2004 wurde sie als erste Abgeordnete seit Neueinrichtung der Nationalversammlung des Saales verwiesen, nachdem sie Königin Elisabeth II. während einer Debatte als „Frau Windsor“ bezeichnete.
Am 8. Januar 2007 wurde sie während einer Demonstration gegen britische Kernwaffen in Faslane festgenommen.
Nach Bildung der Labour/Plaid-Koalitionsregierung 2007 wurde Wood Plaids Sprecherin für Nachhaltigkeit. Während der Volksabstimmung zur Übertragung weiterer Zuständigkeiten an die walisische Nationalversammlung und die Regionalregierung vertrat Frau Wood Plaid in der Lenkungsgruppe der offiziellen Ja-Kampagne.
Zwischen 2009 und 2011 enthüllte sie Misswirtschaft und Korruption im walisischen Rechnungshof (Wales Audit Office). Des Weiteren prangerte sie an, dass im Jahre 2009 über 270 Angestellte der walisischen Universitäten Jahresgehälter von mehr als 100.000 £ bekamen, sämtliche Unipräsidenten sogar mehr als der First Minister von Wales, während Tausenden von Arbeitnehmern in Wales nicht einmal der gesetzliche Mindestlohn gezahlt wurde.

### Parteivorsitzende
Am 15. März 2012 wurde Wood zur Parteivorsitzenden von Plaid gewählt. Sie war erste weibliche Vorsitzende dieser Partei, und auch die erste, die nicht fließend Walisisch spricht. Nach eigenen Angaben lernt sie die Sprache, aber benötigt für die Mehrzahl der Reden auf ihrem eigenen Parteitag eine Übersetzung. Ihr Wahlprogramm umfasste eine Forderung nach „echter Unabhängigkeit - wirklich arbeiten, um Krieg, Ungleichheit und Diskriminierung zu beenden“ und betonte Wirtschafts- und Umweltbelange.
Im Sommer 2018 wurden Forderungen laut, dass es für ihre Partei besser wäre, ihr einen Co-Vorsitzenden zu Seite zu stellen. Wood lehnte dieses Ansinnen als „nicht praktikabel“ ab. Daraufhin kam es zu einer Mitgliederabstimmung über die Parteiführerschaft, bei der sich Adam Price vor Rhun ap Iorwerth durchsetzte; Wood kam auf den dritten und letzten Platz.

### Kandidaturen
Unterhauswahlen
| Jahr | Wahlkreis | Stimmen | %    | Ergebnis                                              |
| ---- | --------- | ------- | ---- | ----------------------------------------------------- |
| 1997 | Rhondda   | 5.450   | 13,4 | Nicht gewählt (2. von 6 Kandidatinnen und Kandidaten) |
| 2001 | Rhondda   | 7.183   | 21,1 | Nicht gewählt (2. von 5)                              |

Nationalversammlung
| Jahr | Region              | Stimmen | %    | Ergebnis |
| ---- | ------------------- | ------- | ---- | -------- |
| 2003 | South Wales Central | 27.956  | 15,4 | Gewählt  |
| 2007 | South Wales Central | 32.207  | 15,5 | Gewählt  |
| 2011 | South Wales Central | 28.606  | 13,7 | Gewählt  |
| 2016 | Rhondda             | 11.891  | 50,6 | Gewählt  |